# مردم رت باتلر
مردمان رت باتلر نوشته دونالد مک‌کیگ دنباله‌ای مجاز بر رمان بر باد رفته در سال ۱۹۳۶ است.  این رمان در نوامبر ۲۰۰۷ میلادی منتشر شد.
«مردم رت باتلر» که کاملاً توسط مارگارت میچل تأیید شده است، رمانی است که از دیدگاه رت باتلر به موازات «بر باد رفته» نگارش شده است. این کتاب در ۳ نوامبر ۲۰۰۷،  پس از چندین سال شکست و دو نویسنده قبلی که داشت رونمایی شد. هم اما تنانت و هم پت کانروی قبلاً توسط مارگارت میچل مسئولین تولید این کتاب شده بودند. مک کیگ تصمیم گرفت که رمان اسکارلت نوشته الکساندرا ریپلی در سال ۱۹۹۱ را نادیده بگیرد. او وجود آن را در کتاب «بر باد رفته» تصدیق نمی‌کند، و همچنین رمانش هیچ‌یک از شخصیت‌های آن را در بر نمی‌گیرد.  تصور مک‌کیگ این بود که مارگارت میچل از رمان ریپلی «کاملاً خجالت‌زده» بود.
نکته:مارگارت میچل نویسنده رمان معروف برباد رفته است.

## طرح کلی
«مردم رت باتلر» تلاش می‌کند در عین وفادار ماندن به اثر اصلی میچل(بر باد رفته)، دیدگاهی نیمه‌ژورنالیستی از زندگی و زمانه رت باتلر ارائه دهد. داستان عاشقانه رت-اسکارلت کمرنگ شده است. رمان با دوئلی آغاز می شود که در بر باد رفته به آن اشاره شده است. این دلیلی است که رت در جامعه چارلستون مورد استقبال قرار نمی گیرد. او در یک دوئل علیه برادر بل واتلینگ شرکت می کند که مطمئن است رت پدر فرزند متولد نشده خواهرش است. در نهایت این رمان به زمانی که رت دوازده ساله بود بازمی گردد. او هرگز رابطه خوبی با پدرش لنگستون باتلر نداشت و اغلب از رفتن به چارلستون با پدرش امتناع می کرد. پدرش اغلب رت را به دلیل نداشتن مهارت های همکاری و معاشرتی مناسب، به عنوان پسر بزرگش تنبیه می کرد!  در عوض، رت وقت خود را در محله بردگان می گذراند، جایی که از وقت خود با ویل (یک برده) لذت می برد. یک روز، ویل به دلیل نافرمانی از یک ناظر سفیدپوست به شدت مجازات می شود. رت که نمی تواند ببیند دوستش مدام شلاق می خورد و قدرتی برای جلوگیری از آن ندارد، برای فرار از هرج و مرج قایق را سوار می شود و قول می دهد که بزرگ شود دیگر هرگز درمانده نشود. این رمان در طول زمان تحت پوشش «بر باد رفته» ادامه یافت و داستان را بازگو می‌کند. داستان صرفا از منظر رت روایت نمی شود. این رمان به بیان لحظات دیگری از زمان رمان اصلی می‌پردازد و سپس پایانی جدید اضافه می‌کند. کتاب فقط کمی از جدول زمانی «بر باد رفته» گذشته است (برخلاف دنباله اسکارلت که چندین سال جلوتر می رود)

## نظرات صاحب نظران
ملیسا ویتورث از روزنامه دیلی تلگراف، باتلر مک‌کیگ را «احساس‌آمیز» توصیف کرد. در نیویورک تایمز، استفان کارتر خاطرنشان کرد که شخصیت رت باتلر از آنچه که میچل یا برگردان او را به تصویر می‌کشند، انسانی تر و معیوب‌تر نگارش شده است. با این حال، او اظهار داشت که این رمان، رت را از مرد اسرارآمیزی که خوانندگان را به سمت او می‌کشاند، به «نسخه‌ای از ضدقهرمان غم‌انگیز، در حال توسعه و عاشقانه داستانی مدرن تبدیل کرد. او دیدگاه تازه ای از جهان به نقل از برخی نویسندگان دیگر داشت سپس به این فکر کرد که آیا چنین رت باتلری مورد نظر خوانندگان است یا خیر.